# Врх (Шентруперт)
Врх (словен. Vrh) — поселення в общині Шентруперт, регіон Південно-Східна Словенія, Словенія.